# A State of Trance 2009
A State of Trance 2009 Armin van Buuren holland lemezlovas mixlemeze, mely június 8-án jelent meg. Elődeihez hasonlóan kétlemezes mixet jelent.

## Dalok listája

### Első lemez
1. John O'Callaghan Feat. Lo-Fi Sugar - Never Fade Away (Andy Duguid Mix-On the Beach Intro Edit)
2. Sunlounger Feat. Kyler England - Change Your Mind (Myon and Shane 54 Remix)
3. M6 - Paradise Lost
4. Ron Hagen & Pascal M - Riddles in the Sand
5. Mat Zo - The Fractal Universe
6. The Blizzard with Gåte - Iselilja (Sunn Jellie & The Blizzard Dub Remix)
7. Monogato - Miami Vibe (Omnia Remix)
8. Josh Gabriel presents Winter Kills - Deep Down
9. Myon and Shane 54 Feat. Aruna - Helpless (Monster Mix)
10. tyDi Feat. Audrey Gallagher - You Walk Away
11. Andy Moor & Ashley Wallbridge Feat. Meighan Nealon - Faces
12. Rex Mundi Feat. Susana - Nothing At All
13. Jerome Isma-Ae - Shaguar
14. Dash Berlin with Cerf, Mitiska & Jaren - Man on the Run (Nic Chagall Remix)

### Második lemez
1. John O'Callaghan Feat. Sarah Howells - Find Yourself (Cosmic Gate Remix)
2. Fabio XB & Ronnie Play Feat. Gabriel Cage - Inside of You (Cosmic Gate Remix)
3. Gaia - Tuvan
4. Michael Tsukerman - Sivan
5. Cressida - Onyric (Stoneface & Terminal Remix)
6. Claudia Cazacu Feat. Audrey Gallagher - Freefalling
7. Aly & Fila - Rosaires
8. Alex M.O.R.P.H. Feat. Ana Criado - Sunset Boulevard
9. Signum - Addicted
10. Robert Nickson - Circles (Andy Blueman Remix)
11. Neptune Project - Aztec
12. Thomas Bronzwaer - Look Ahead
13. Phuture Sound Feat. Angie - Come to Me (ASOT 2009 Reconstruction)
14. Dreastic - Blade Runner
15. 3rd Moon - Monsun